# 早来分屯地
座標: 北緯42度47分18秒 東経141度48分51秒 / 北緯42.788346354315784度 東経141.8140983581543度早来分屯地（はやきたぶんとんち、JGSDF Vice-Camp Hayakita）は、北海道勇払郡安平町東早来番外地に所在し早来燃料支処等が駐屯する陸上自衛隊安平駐屯地の分屯地である。早来分屯地司令は、早来燃料支処長が兼務。

## 沿革
- 1957年（昭和32年）2月：早来町（現安平町）に設置され、第302給油中隊（島松駐屯地）が移駐して、北海道地区補給処早来燃料支処として発足[1]。
- 1998年（平成10年）3月26日：陸上自衛隊北海道補給処早来燃料支処に改称。

## 駐屯部隊

### 北部方面隊隷下部隊
- 陸上自衛隊北海道補給処
  - 早来燃料支処
- 北部方面システム通信群
  - 第101基地システム通信大隊
    - 第313基地通信中隊
      - 早来派遣隊

## 最寄の幹線交通
- 高速道路：道央自動車道 追分町IC
- 一般道：国道234号、北海道道10号千歳鵡川線、北海道道226号舞鶴追分線
- 鉄道：JR北海道室蘭本線 早来駅
- 港湾：苫小牧港（特定重要港湾）
- 飛行場：新千歳空港、千歳基地